# ルー・ドワイヨン
ルー・ドワイヨン（Lou Doillon、1982年9月4日 - ）は、フランス出身のマルチアーティスト。
芸能の一家に生まれ、幼き頃にデビュー。親や姉らと同じく女優や歌手の道に進む。近年は絵画やファッション・ブランドを手掛けるなどクリエイターの才能が開花し、多方面で活動している。

## プロフィール
パリ近郊のヌイイ＝シュル＝セーヌにて、映画監督のジャック・ドワイヨンと女優兼歌手のジェーン・バーキンの間に生まれる。
1987年公開の『カンフー・マスター!』で母ジェーンの娘役デビュー。1998年公開の『Trop (Peu) d'Amour』や翌年公開の『デルフィーヌの場合』で注目を集める。現在、フランスとヨーロッパの映画で活躍している。
近年はGAPのCM出演やジバンシィのモデルとしても活躍。2008年3月、イギリスのデニムブランド、リー・クーパーで自身がデザインしたThe Lou Doillon collection for Lee Cooperを発表。また2010年代には絵画の才能も見出され、パリの陶器メーカーとアートプロジェクトを開始するなど、アートデザイナーとしても活動している。
音楽活動では、2012年に発表したデビューアルバムがフランス国内で高いセールスを記録し、同国の最高音楽賞である「ヴィクトワール・ドゥ・ラ・ミュージック」にて最優秀女性アーティスト賞を獲得した。
日本には2016年にアルバムに伴うライブツアーや、翌2017年に作品のプロモーションにて来日するなど度々訪れている。

## 家族
私生活では2002年7月に第一子となる長男マーロウ（マーロウ・ジャック・タイガー・ミッチェル）を出産。相手はミュージシャンのトーマス＝ジョン・ミッチェルだが、後に別れている。20年後の2022年3月に第二子の妊娠を公表し、同7月26日に次男ラズローを出産。パートナーは、イラストレーターのステファン・マネル。
女優・歌手のシャルロット・ゲンズブールと写真家ケイト・バリーは異父姉。姉の映画監督ローラ・ドワイヨン、妹リリーとニーナ、弟ラザールは異母姉妹弟にあたる。

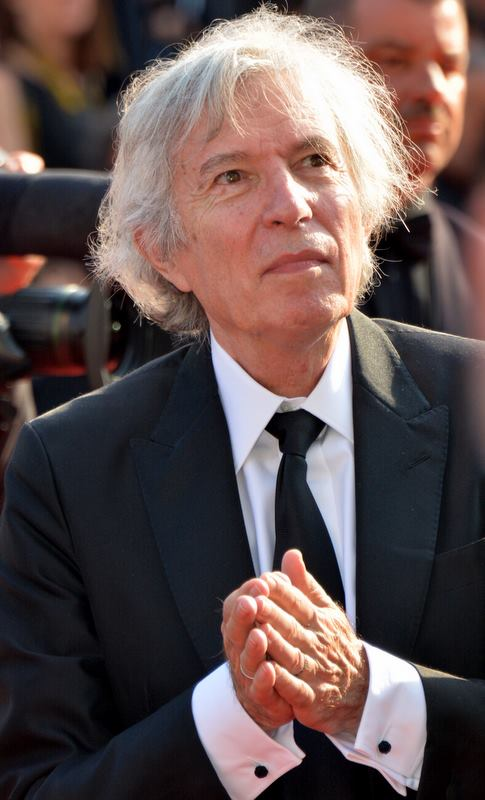
父 ジャック・ドワイヨン (2017年)
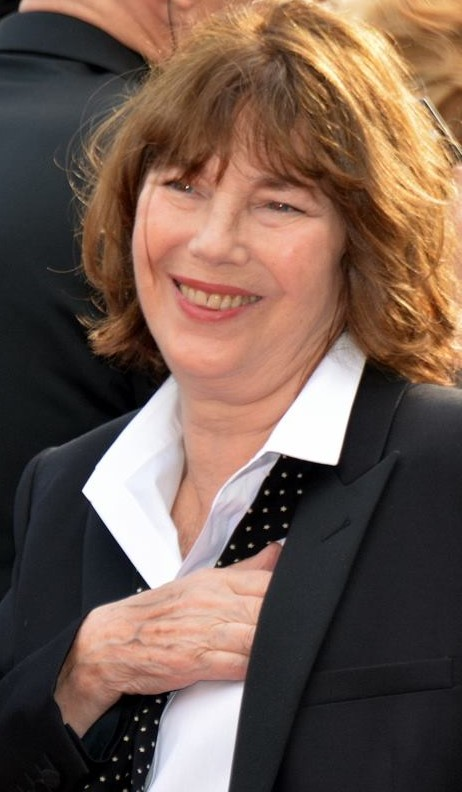
母 ジェーン・バーキン (2016年)
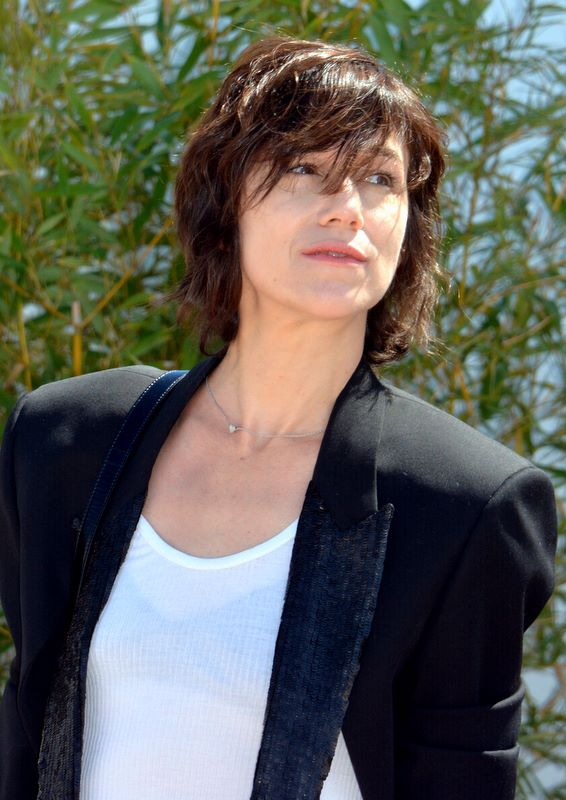
異父姉 シャルロット・ゲンズブール (2017年)
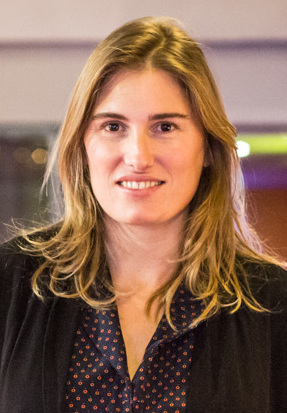
異母姉 ローラ・ドワイヨン (2013年)

## 主な出演作品
| 公開年 | 邦題 原題                                            | 役名                    | 備考 |
| ------ | ---------------------------------------------------- | ----------------------- | ---- |
| 1987   | カンフー・マスター! Kung-Fu master                   | ルー                    |      |
| 1998   | あまりにも大きな(小さな)愛 Trop (peu) d'amour        | カミーユ                |      |
| 1999   | デルフィーヌの場合 Mauvaises fréquentations          | オリヴィア              |      |
| 2001   | フリーキー・ラブ! (イカレた一夜) Carrément à l'Ouest | フレッド                |      |
| 2002   | キスはご自由に Embrassez qui vous voudrez            | エミリー                |      |
| 2004   | MOTHER マザー Saint Ange                             | ジュディス              |      |
| 2006   | シスターズ Sisters                                   | アンジェリーク/アナベル |      |
| 2011   | パリ警視庁:未成年保護部隊 Polisse                    | メリッサの妹            |      |

## ディスコグラフィ
アルバム
- Places（2012：バークレー・レコード）
- Lay Low（2015：同上）[8]
- Soliloquy（2019：同上）[9]

## 書籍
- 画集「DRAWINGS」（2017）

## 来日公演
- 2016年1月20日、21日：ブルーノート東京
- 2016年10月25日：エルカフェ青山（イベント招待ライブ）